# Sint-Severuskerk (Boppard)
De Sint-Severusbasiliek is een katholieke parochiekerk in het Duitse Boppard. De parochiekerk behoort tot het bisdom Trier en werd in de 12e en 13e eeuw gebouwd. De kerk is een mooi voorbeeld van laatromaanse architectuur en is gewijd aan de heilige Severus van Ravenna († ca. 348). Sinds 2002 maakt de Severuskerk deel uit van UNESCO Werelderfgoed "Boven Midden-Rijndal".
In februari 2015 verhief paus Franciscus de kerk tot basilica minor.

## Geschiedenis

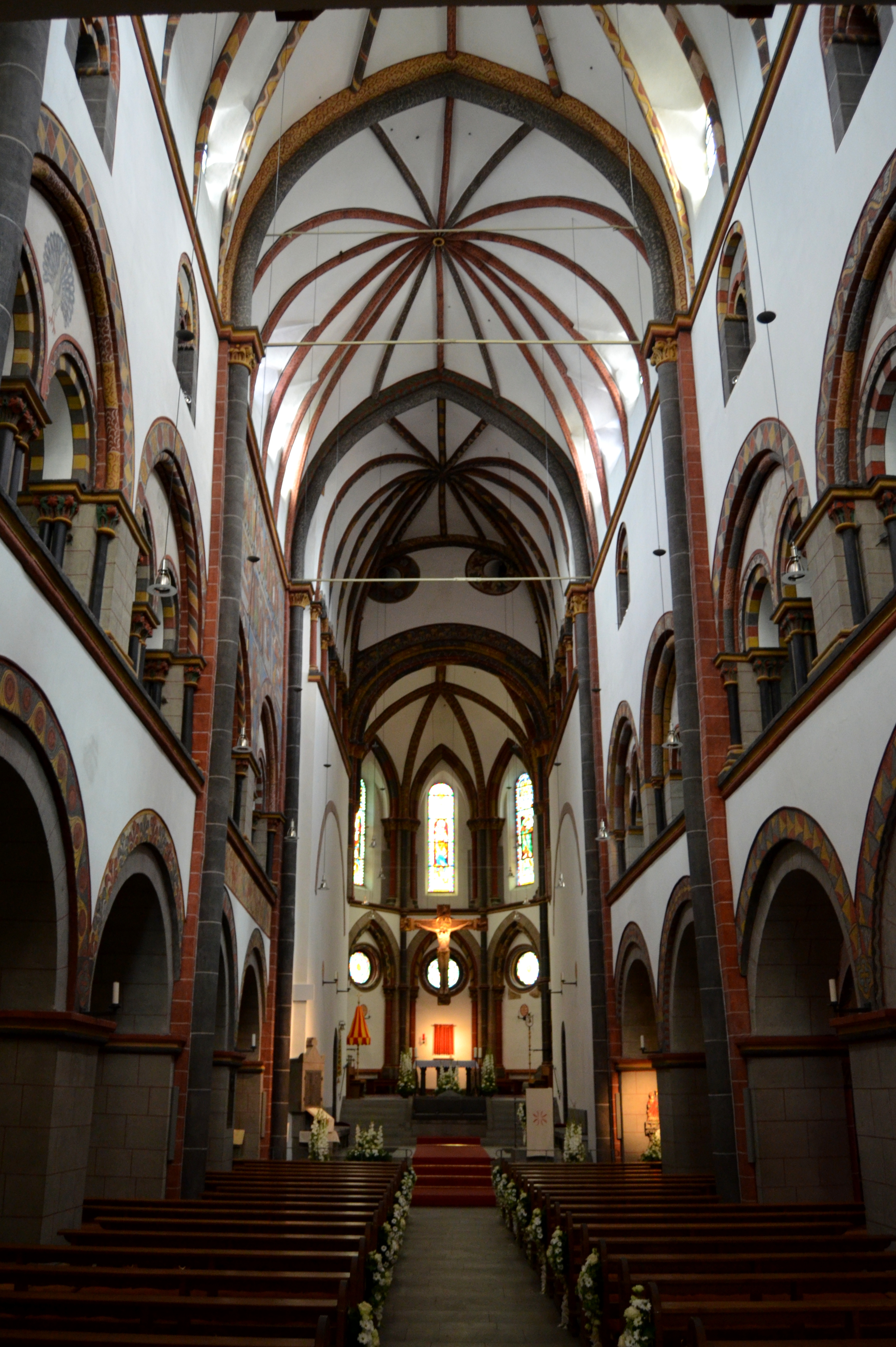
Interieur met spingewelf

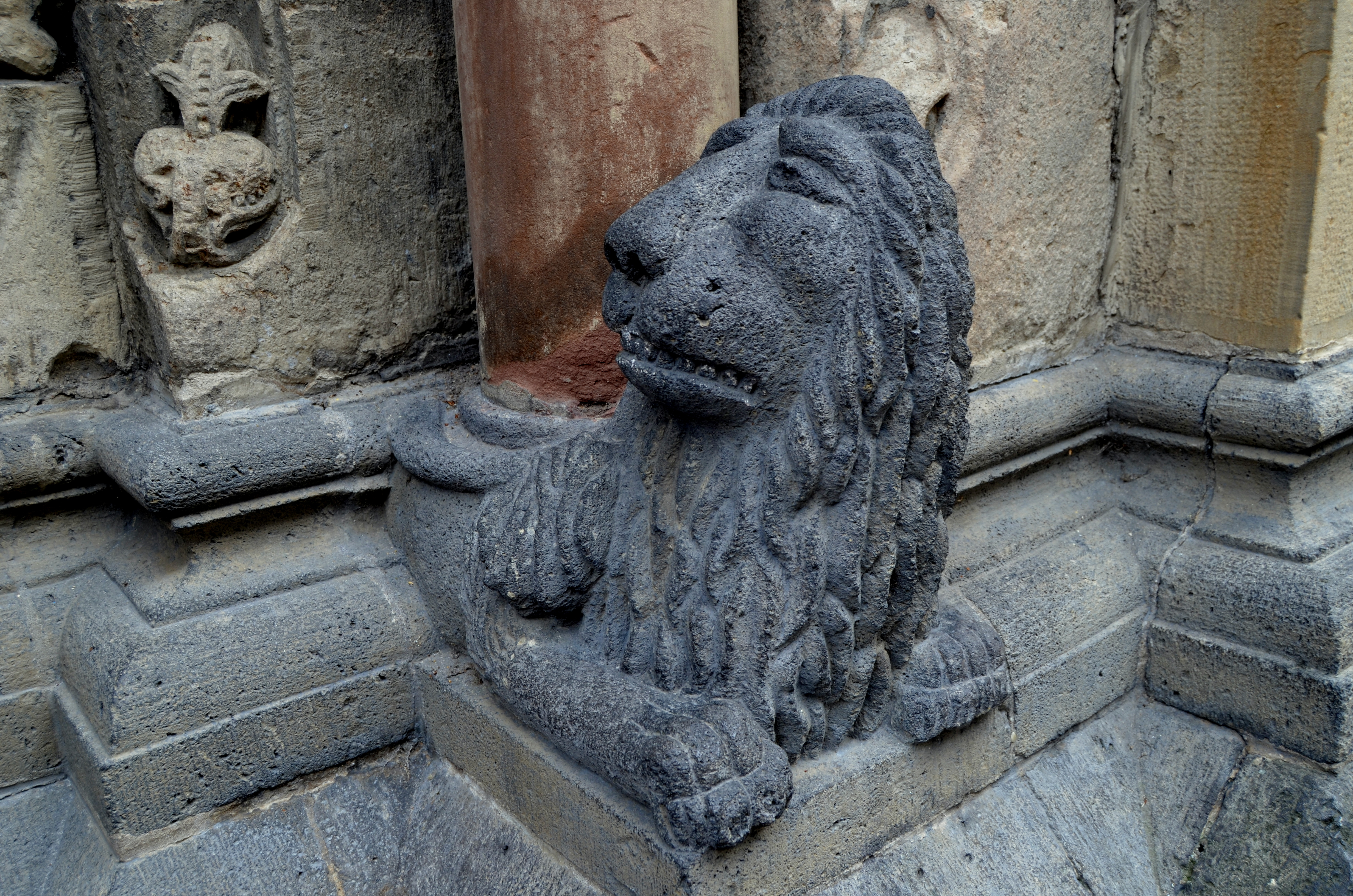
Portaalleeuw

De kerk werd binnen de muren van een voormalig Romeins fort gebouwd op de plaats waar een badhuis stond. Opgravingen leverden resten op van een vroegmiddeleeuwse kerk uit de 6e eeuw, waaronder een preekstoel en een doopbekken. Het huidige kerkgebouw werd in verschillende periodes van de 12e en 13e eeuw gebouwd. De twee klokkentorens dateren uit het midden van de 12e eeuw, het schip ontstond in het begin van de 13e eeuw en het koor dateert van 1234. Volgens berekeningen van de in kerkgeschiedenis deskundige Duitse theoloog Ferdinand Pauly werd de kerk op 13 december 1237 door aartsbisschop en keurvorst Theoderich II von Wied gewijd. In de 17e eeuw werden de torens van spitsen voorzien.
Tot de inrichting van de kerk behoort onder andere een 2,85 meter hoog en 2,48 meter breed triomfkruis uit 1220. Het Christusbeeld aan het kruis draagt geen doornenkroon, maar als teken van de overwinning op de dood een koningskroon.
De kerk onderging in de jaren 1963-1967 een omvangrijke restauratie. Met name de gewelven vertoonden sporen van instortingsgevaar. Met de restauratie legde men ook een vroegmiddeleeuws doopbekken bloot, werd in de zuidelijke toren een doopkapel ingericht en werd het altaar aan de eisen van liturgische vernieuwingen aangepast. Op 19 maart 1967 werd de kerk met een pontificale mis heropend. De orgelfabriek Alfred Führer vervaardigde in 1973 een orgel voor de kerk.
In de jaren 90 bleek een nieuwe renovatie nodig door schade aan pleisterwerk, verf en dak. In het jaar 1997 werd eerst de noordelijke toren en de sacristie gerestaureerd. De zuidelijke toren en het koor volgden het jaar daarop en het schip en de westelijke gevel in 1999. Vanaf oktober 2010 vond een restauratie van het interieur plaats. Ook werd nu het vroegchristelijke doopbekken toegankelijk gemaakt voor bezoekers van de kerk. De kerk kreeg een nieuwe belichting en het tabernakel werd achter het hoogaltaar geplaatst. Bovendien werden de wandschilderingen gerenoveerd en werden voor het eerst sinds 1748 de relikwieën van de Bopparder martelaar schoongemaakt. Op 13 december 2011 werd de kerk met een plechtige mis heropend.

## Klokken
Alle vijf middeleeuwse klokken bleven bewaard: de rouwklok uit de eerste helft van de 13e eeuw, de middagklok uit 1249, de brandklok uit 1379, de Ave Mariaklok uit 1379 en de misklok uit 1439. Aan het gelui werden de in 1738 door Johann Jakob Speck uit Kirrweiler gegoten klokken van de Bopparder benedictijnerabdij Marienberg toegevoegd, nadat de abdij tijdens de secularisatie gesloten werd. De zogenaamde Hofklok of (oorspronkelijk) Mariaklok, is de grootste van deze twee klokken en ook de grootste van het zesstemmige gelui. Een derde klok van het klooster Marienburg, de Johannesklok, werd in 1942 ten behoeve van de oorlogsindustrie omgesmolten.

## Orgel
Het orgel werd in 1973 door de orgelbouwfirma Alfred Führer uit Wilhelmshaven gebouwd. Het sleepladen-instrument bezit 26 registers verdeeld over twee manualen en pedaal. De speeltractuur is mechanisch, de registertractuur elektrisch.

## Afbeeldingen

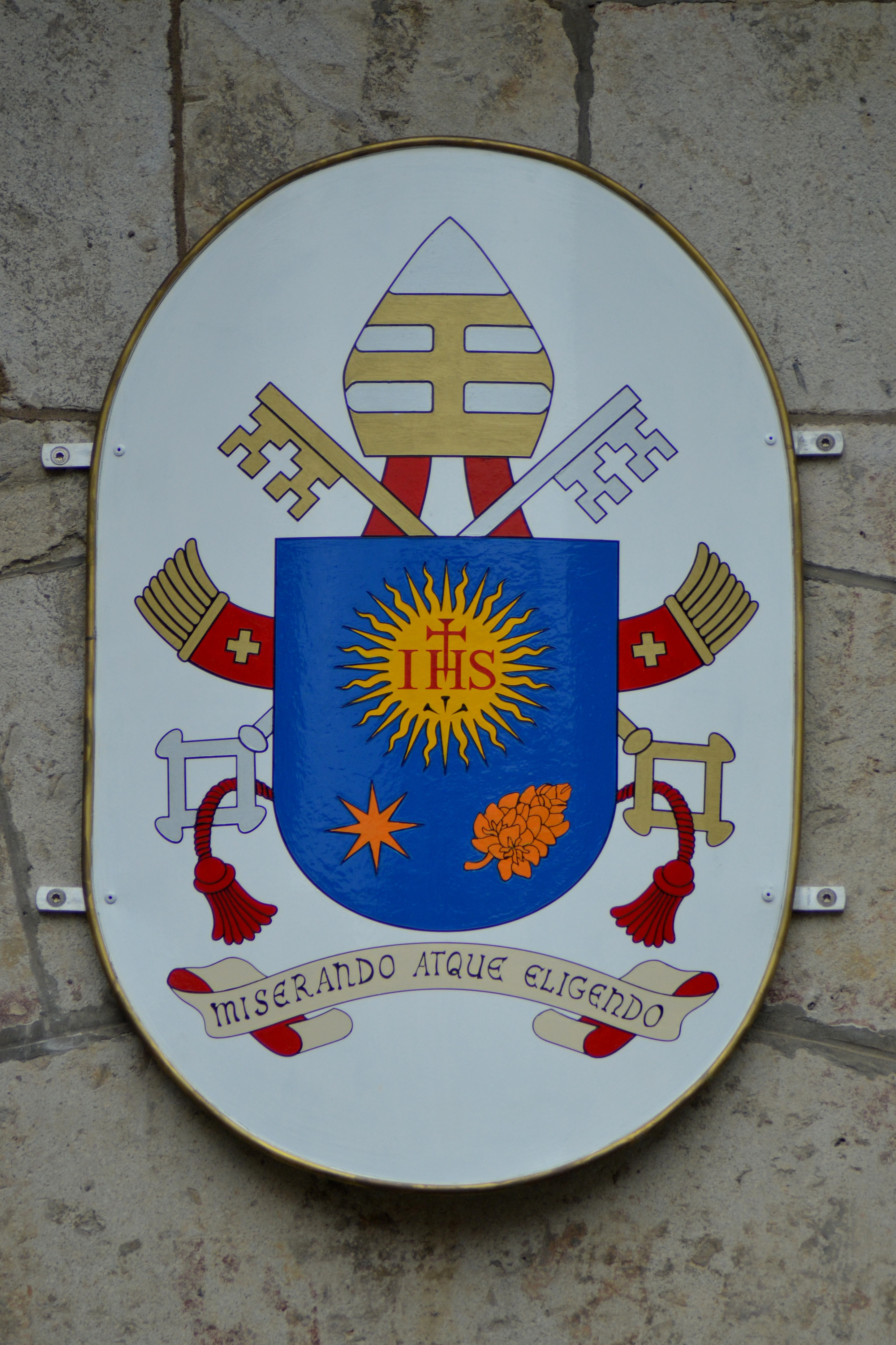
Pauselijk wapen
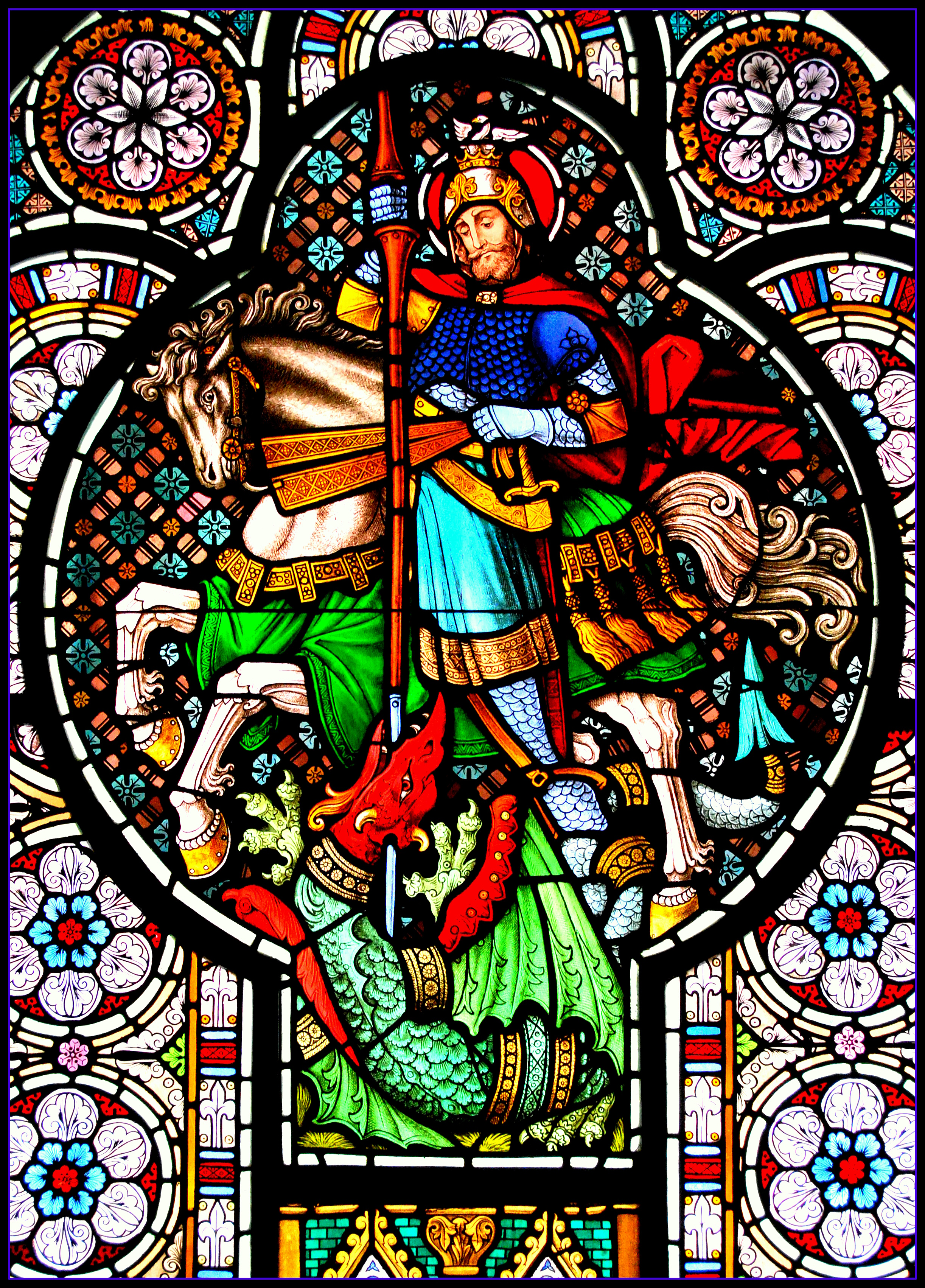
Gebrandschilderd raam
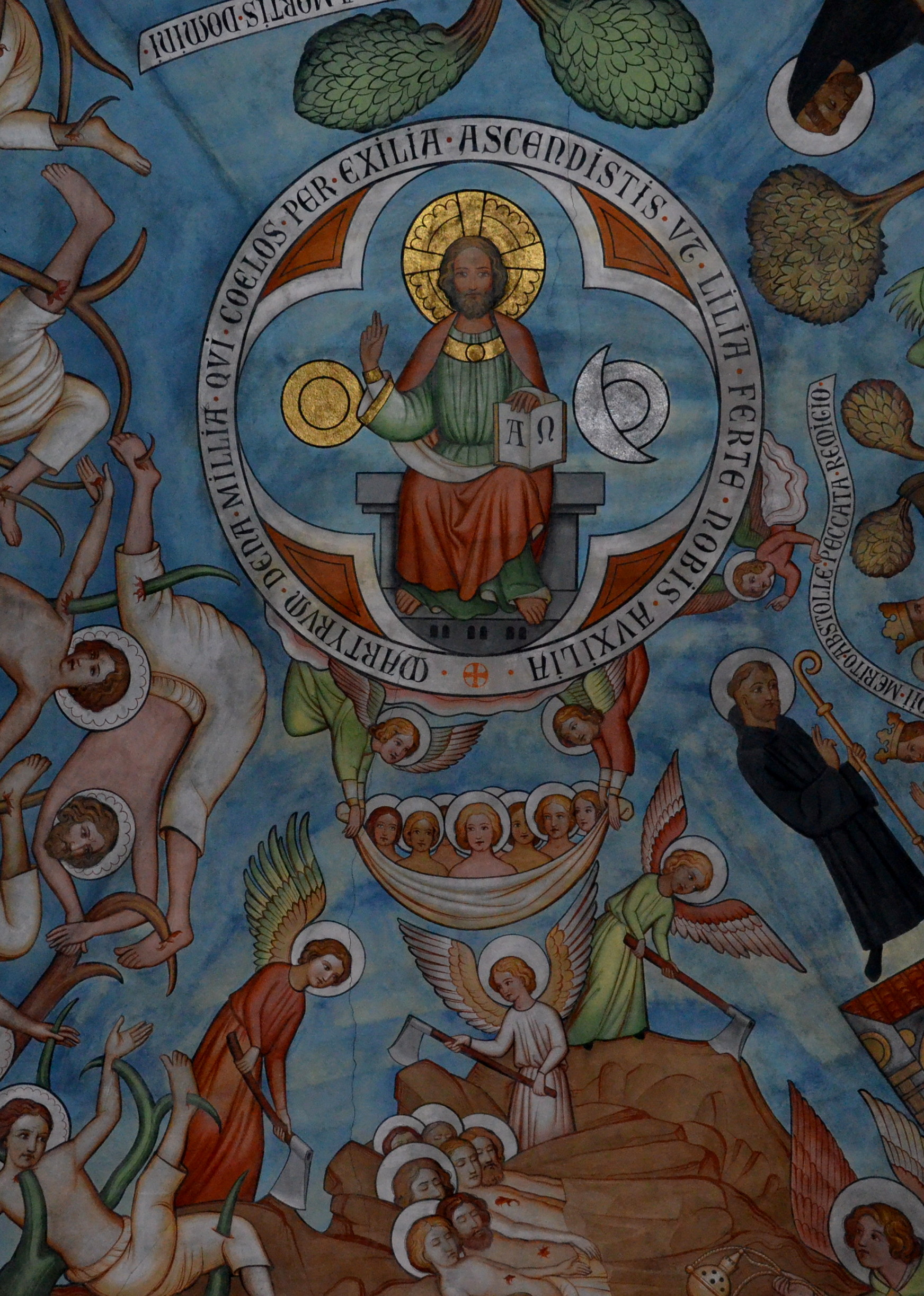
Gewelfbeschildering zuidelijk zijschip
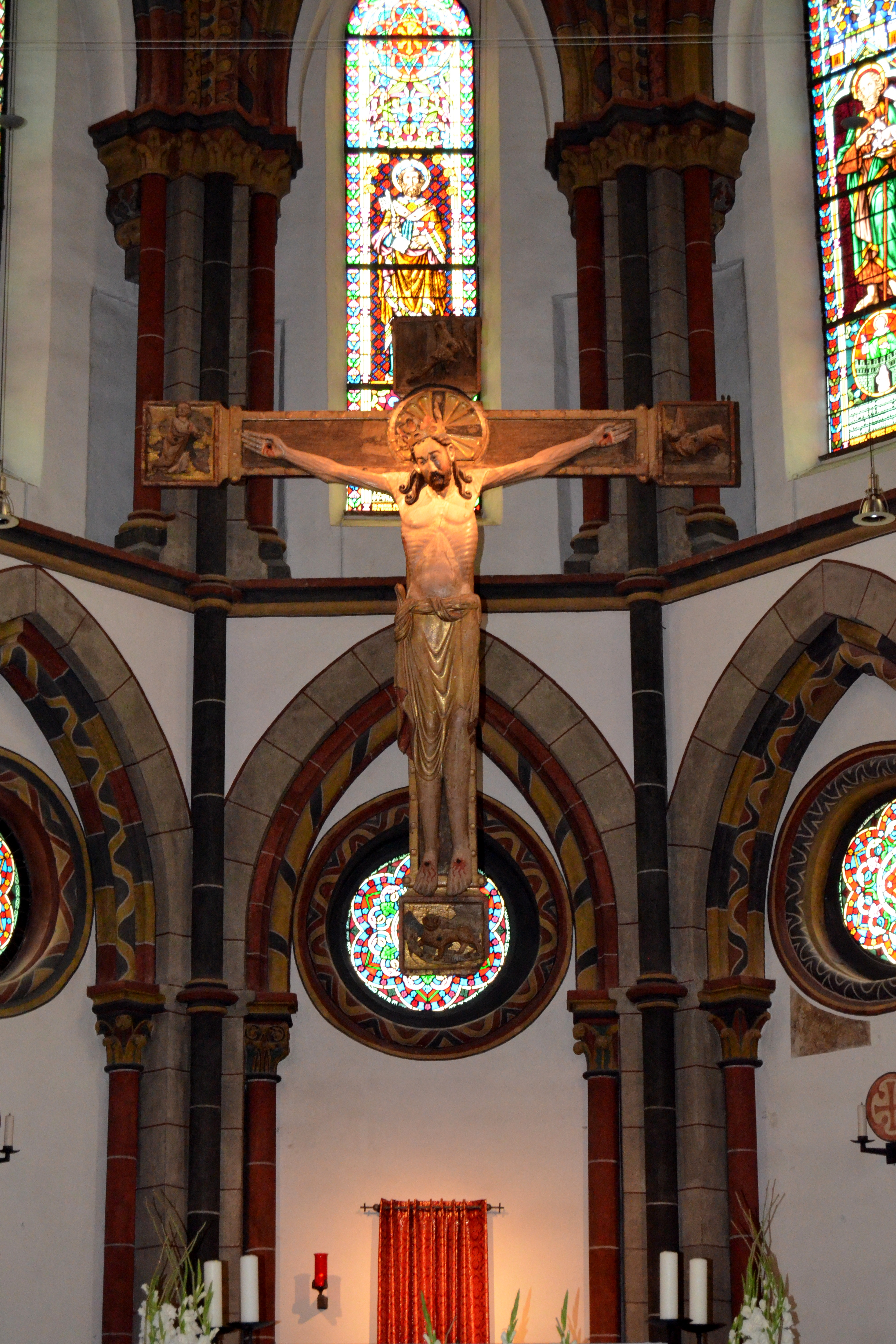
Triomfkruis
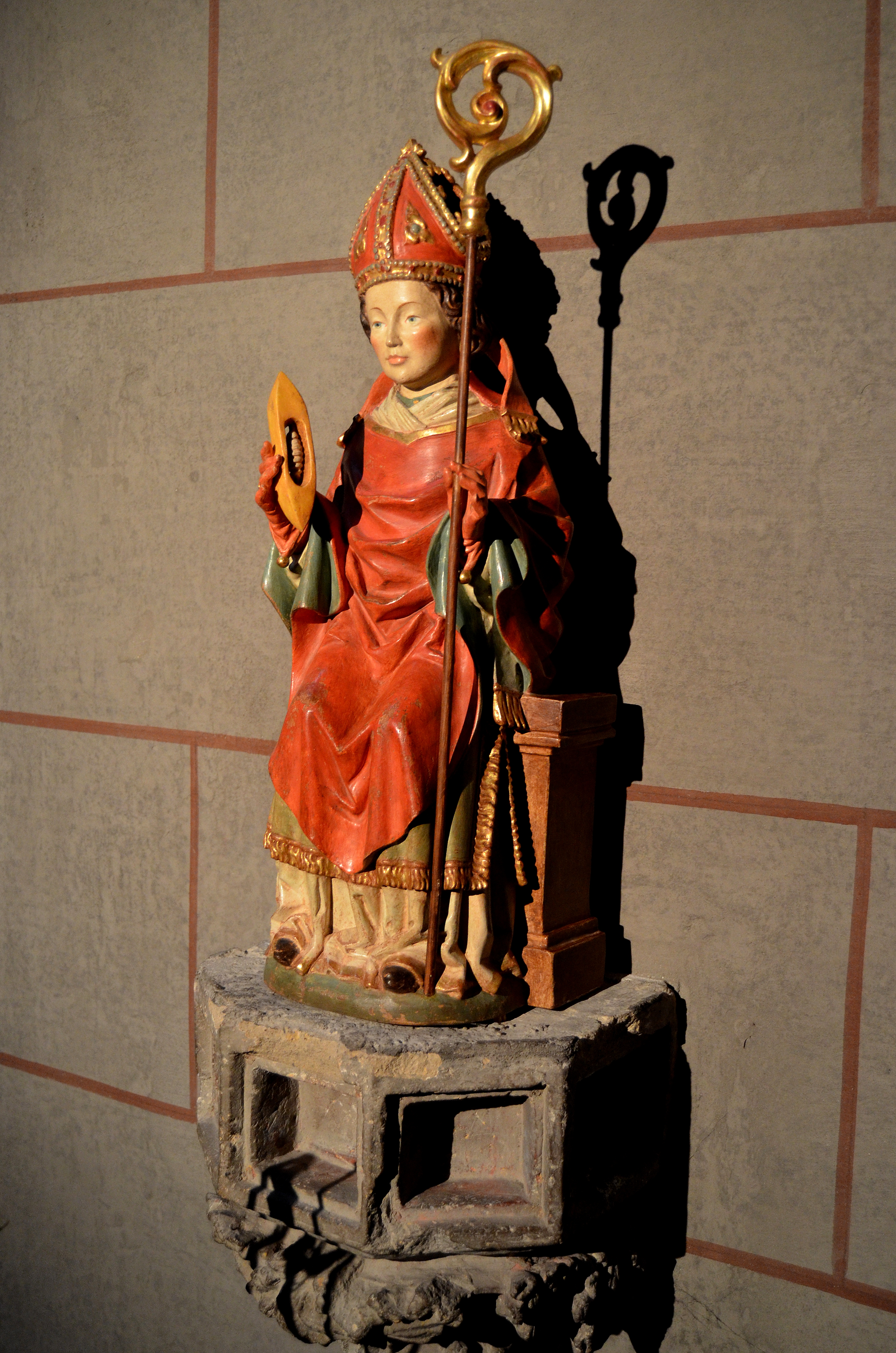
Beeld patroonheilige
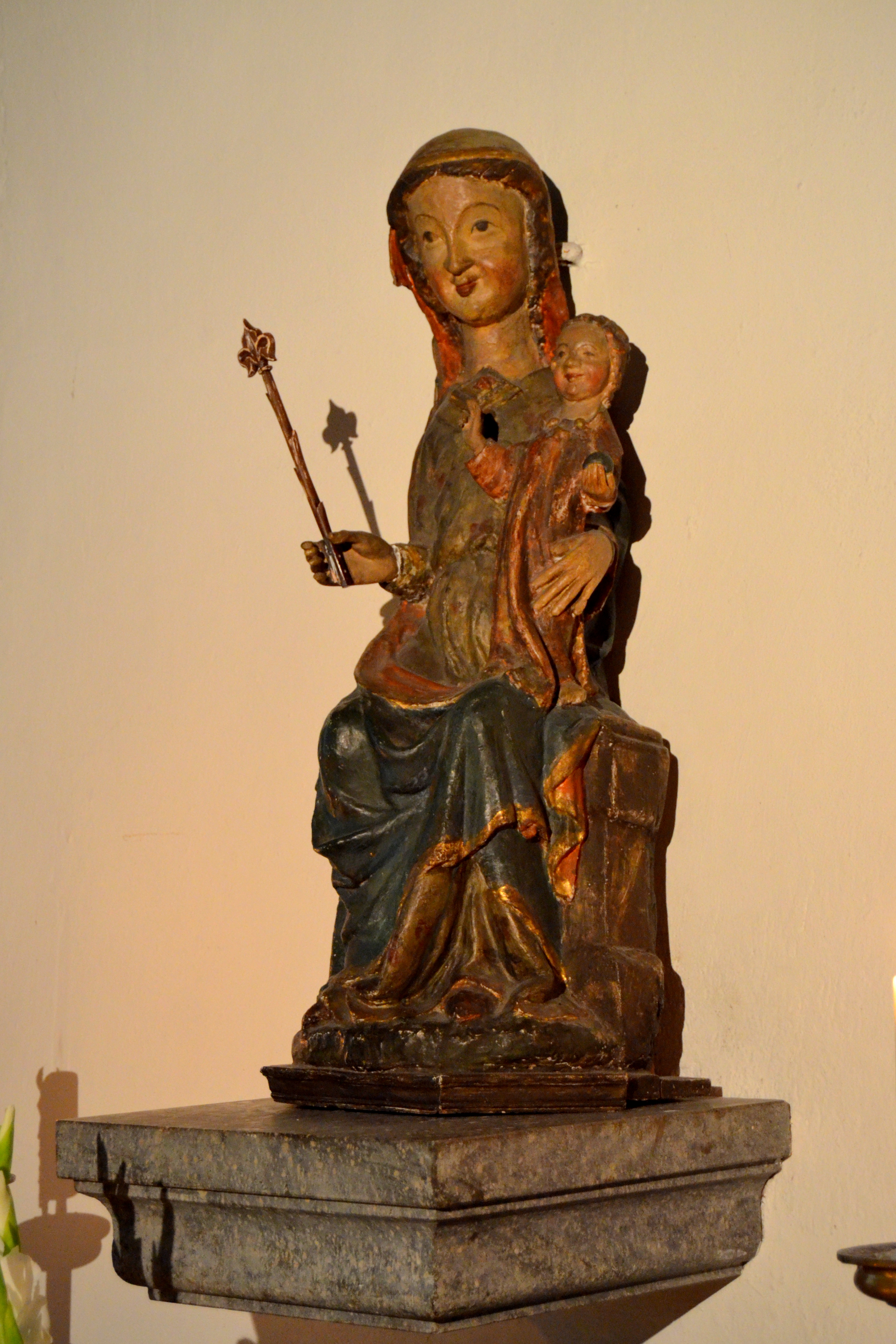
Madonna